# Unité urbaine de Bessé-sur-Braye
L'unité urbaine de Bessé-sur-Braye est une unité urbaine française interdépartementale et interrégionale qui fait partie du département de la Sarthe et de la région Pays de la Loire ainsi que du département de Loir-et-Cher et de la région Centre-Val de Loire.

## Données globales
En 2010, selon l'Insee, l'unité urbaine de Bessé-sur-Braye était composée de deux communes, situées l'une dans le département de la Sarthe, plus précisément dans l'arrondissement de Mamers et l'autre dans le département de Loir-et-Cher, plus précisément dans l'arrondissement de Vendôme.
Dans le nouveau zonage de 2020, le périmètre est identique.

## Composition de l'unité urbaine en 2020
Elle est composée des deux communes suivantes :
| Nom                            | Code Insee | Département  | Statut       | Superficie (km2) | Population (dernière pop. légale) | Densité (hab./km2) | Modifier                                    |
| ------------------------------ | ---------- | ------------ | ------------ | ---------------- | --------------------------------- | ------------------ | ------------------------------------------- |
| Bessé-sur-Braye (ville-centre) | 72035      | Sarthe       | ville-centre | 20,60            | 2 025 (2022)                      | 98                 | modifier les données · modifier les données |
| Bonneveau                      | 41020      | Loir-et-Cher | banlieue     | 10,95            | 455 (2022)                        | 42                 | modifier les données · modifier les données |

## Évolution démographique
L'évolution démographique ci-dessus concerne l'unité urbaine selon le périmètre défini en 2020.
| 1968  | 1975  | 1982  | 1990  | 1999  | 2008  | 2013  | 2018  |
| ----- | ----- | ----- | ----- | ----- | ----- | ----- | ----- |
| 3 054 | 3 352 | 3 405 | 3 334 | 3 063 | 2 913 | 2 775 | 2 627 |

## Pour approfondir
Données générales
- Unité urbaine
- Pôle urbain
- Aire d'attraction d'une ville
- Liste des unités urbaines de France

Données démographiques en rapport avec l'unité urbaine de Bessé-sur-Braye
- Arrondissement de Mamers
- Arrondissement de Vendôme